# سابل (کشتی‌گیر)
سابل (انگلیسی: Sable؛ زادهٔ ۸ اوت ۱۹۶۷) یک هنرپیشه، مدل سابق و کشتی‌گیر حرفه‌ای اهل ایالات متحده آمریکا است، که در سال ۱۹۹۶ شروع به فعالیت کرده بود. او همسر براک لزنر کشتی‌گیر حرفه‌ای است. سابل قبل از براک دو ازدواج ناموفق ديگر هم داشته است. او همچنین به عنوان سمبل جنسی در نظر گرفته می شد و سه بار روی جلد پلی‌بوی ظاهر شده است. او همچنین برنده ۱ دوره از کمربند قهرمانی زنان دبلیودبلیوئی شده است.